# Hammarberget
Hammarberget är ett naturreservat i Åre kommun i Jämtlands län.
Området är naturskyddat sedan 2016 och är 176 hektar stort. Reservatet ligger i en östsluttning och består av granskog, glesare högre upp och tätare längre ner. I östra delen av reservatet rinner Fjällmanbäcken